# Haploblepharus kistnasamyi
Haploblepharus kistnasamyi es una especie de peces de la familia Scyliorhinidae en el orden de los Carcharhiniformes.

## Hábitat
Es un pez de mar y de clima subtropical.

## Distribución geográfica
Se encuentran en Sudáfrica.